# Провища
Провища (на гръцки: Παλαιοκώμη, Палеокоми, до 1927 Προβίστα, Провиста) е село в Егейска Македония, Гърция, част от дем Амфиполи, област Централна Македония.

## География
Селото е разположено в южната част на Сярското поле, в северозападните склонове на планината Кушница (Пангео).

## История

### В Османската империя
В на XIX век Провища е голямо гръцко-турско село в кааза Зъхна на Османската империя. Църквата „Успение Богородично“ е трикорабна базилика от XIX век. Гръцка статистика от 1866 година показва Провища, Превиста, Протиста (Προβίστα, Πρέβιστα, Πρωτίστα) като село със 750 жители гърци и 400 турци. Александър Синве („Les Grecs de l’Empire Ottoman. Etude Statistique et Ethnographique“), който се основава на гръцки данни, в 1878 година пише, че в Провиста (Provista) живеят 840 гърци. В „Етнография на вилаетите Адрианопол, Монастир и Салоника“, издадена в Константинопол в 1878 година и отразяваща статистиката на населението от 1873 Провища (Provischta) е посочено като село с 207 домакинства и 160 жители мюсюлмани и 460 гърци.
В 1889 година Стефан Веркович („Топографическо-этнографическій очеркъ Македоніи“) отбелязва Провишта (Пирвишта) като село със 142 гръцки и 44 турски къщи. Според Георги Стрезов към 1891 Превища е гръцко село.
Към 1900 година според статистиката на Васил Кънчов („Македония. Етнография и статистика“), населението на Правища брои 275 турци и 1330 гърци.

### В Гърция
В 1913 година селото попада в Гърция след Междусъюзническата война в 1913 година. В началото на войната селото е напълно опожарено от българските войски, които използват материалите от разрушените къщи за изграждане на укрепления. От старото село оцеляма само църквата с камбанария и един от четирите съществуващи моста - Провищкият мост.
В 20-те години турското население на Провища се изселва и на негово място са заселени понтийски гърци бежанци от Турция. Селото се измества на север. Според преброяването от 1928 година селото е смесено със 178 бежански семейства и 639 души. В 1927 година селото е прекръстено на Палеокоми (в превод Старо село).
| Име        | Име         | Ново име     | Ново име     | Описание                                       |
| ---------- | ----------- | ------------ | ------------ | ---------------------------------------------- |
| Яврико     | Γιάβρικον   | Микрокорфи   | Μικροκορφή   | възвишение на Ю от Провища                     |
| Баирес     | Μπαΐρες     | Микроплагиес | Μικροπλαγιές | възвишение на ЮЗ от Провища                    |
| Хлабулия   | Χλαμπούλια  | Рахес        | Ράχες        | възвишение (62 m) на СЗ от Провища             |
| Хасан паша | Χασάν Πασά  | Дасома       | Δάσωμα       | възвишение в Кушница (495 m) на ИЮИ от Провища |
| Хасан паша | Χασάν Πασά  | Ктимата      | Κτήματα      | местност на ИСИ от Провища                     |
| Солу дере  | Σολού Ντερέ | Толо Рема    | Θολό Ρέμα    | кушнишка река на И от Провища                  |

## Личности
Родени в Провища
- Иоанис Сискос, гръцки агент (трети клас) на гръцка андартска чета в Македония[13]
- Поликарп Теологидис (1868 - 1919), дебърско-велешки митрополит на Цариградската патриаршия
- Атанасиос Триантафилидис, гръцки агент (трети клас) на гръцка андартска чета в Македония[14]

Починали в Провища
- Апостолос Дзанис (1913 - 1941), гръцки комунист